# Vandkraftsøen
Vandkraftsøen (eller Holstebro Sø) er en cirka 70 hektar stor kunstig sø, beliggende umiddelbart øst for Holstebro by. Den blev dannet i 1941 ved en opstemning af Storå i forbindelse med etablering af Holstebro Vandkraftværk. Søen er oversvømmet ådal og er derfor smal og langstrakt i formen. Vandkraftsøen er 2,5 kilometer lang og er overalt mindre end 250 meter bred.
Søen består af et hovedbassin og to små bassiner på sydsiden. Hovedbassinet er opdelt i en stor vestlig del og en mindre østlig del. De er indbyrdes adskilt af Tvis Møllevej mellem Tvis og hovedvej A 16.
I søens vestlige bassin er anlagt en robane med en længde på 1.000 meter. Banen bruges både til stævner i kano/kajak og roning. Ved målområdet ligger Kajakklubben Pagaj og Holstebro Roklub.
Vandkraftsøens bund- og dybdeforhold bærer tydeligt præg af søens oprindelse. Gennem bundfladen ses tydeligt Storås oprindelige, stærkt slyngede løb, og dette gamle åløb udgør søens dybeste parti. Over det gamle åløb er søbunden temmelig flad.
Søen har foruden Storå, der både er tilløb og afløb, to andre tilløb: Tvis Å og Halgård Bæk. De løber gennem den del af søen, der kaldes for Uhre Sø. 
I 1993-1994 blev Vandkraftsøen af Holstebro Kommune oprenset for omkring 80.000 kubikmeter sediment i den østlige del. Sedimentet bestod for en væsentlig del af okkeraflejringer. Oprensningen genskabte plads for fremtidige aflejringer. Søen blev i arbejdsperioden tørlagt, hvorved man kunne se de gamle slyngninger, som stadigvæk ligger intakte på bunden af søen.
En eventuel forhøjning af dæmningen og andre ændringer for at imødegå klimaændringer er udskudt. Åens vandføring er undertiden højere end byen kan klare, og vandkraftsøen bruges som mellemlager til at mindske skadevirkninger.
56°21′5″N 8°39′30″Ø / 56.35139°N 8.65833°Ø